# Araksi Babayan
Pour les articles homonymes, voir Babayan.
Araksi ou Araxie Tovmasovna Babayan, née le 5 mai 1906 à Erevan, morte le 13 février 1993 dans la même ville, est une chimiste organique soviétique et arménienne. 
Ses recherches portent sur les amines et les composés d'ammonium quaternaire ; elle établit de nouvelles lois, et découvre l'action catalytique des sels d'ammonium pour la réaction d'alkylation des acides organiques.
Elle est reconnue « travailleur émérite » des sciences et technologies de la RSS d'Arménie et élue membre de l'Académie des sciences de la RSS d'Arménie.

## Biographie

### Jeunesse, formation
Araksi Babayan naît le 5 mai 1906 à Erevan. Pendant ses études supérieures à l'Université d'État d'Erevan, Araksi Babayan travaille dans le laboratoire de chimie, où elle réalise les expériences de démonstration de son professeur Stepan Gambaryan, fondateur de l'école de chimie organique en Arménie. Elle est diplômée en 1928 de la faculté d'agriculture de l'Université d'État d'Erevan. Araksi Babayan travaille ensuite de 1928 à 1958 à l'institut vétérinaire d'Erevan et en parallèle, à partir de 1935, elle œuvre à l'institut chimique de la branche arménienne de l'Académie des sciences de l'URSS.
En 1937, Araksi Babayan obtient son diplôme de la faculté de chimie de l'Institut polytechnique d'Erevan. Elle soutient une première thèse en 1937 et sa thèse de doctorat en 1945.

### Recherches, nouvelles lois, découvertes
Les recherches d'Araksi Babayan sont principalement consacrées aux amines et aux composés d'ammonium quaternaire. Elle établit un certain nombre de nouvelles lois dans la chimie des composés d'ammonium quaternaire. Araksi Babayan propose de plus une méthode de synthèse des acétylèneglycols, connue dans la littérature chimique sous le nom de réactions Favorskii-Babayan.
Elle devient de 1949 à 1953 la directrice adjointe des sciences de l'Institut chimique de l'ArmFAN de l'URSS.
Elle découvre en 1953 l'action catalytique des sels d'ammonium pour la réaction d'alkylation des acides organiques.

### Responsabilités, reconnaissance académique
De 1955 à 1957, Araksi Babayan est chef du secteur de chimie organique. Elle est ensuite, de 1957 à 1993, chef du laboratoire des composés aminés de l'Académie des sciences de la RSS d'Arménie.
Araksi Babayan est à partir de 1956 membre correspondant et en 1966, elle est élue académicienne de l'Académie des sciences de la RSS d'Arménie. En 1961, elle est reconnue « scientifique émérite » de la RSS d'Arménie.
Elle est rédacteur en chef de l'Armenian Chemical Journal de 1976 à 1983.
Elle est députée du Soviet suprême lors de la IIe et de la IVe sessions de la RSS d'Arménie.

### Décès
Araksi Babayan meurt le 13 février 1993 à Erevan. Elle est enterrée au cimetière de Nubarashen.

## Distinctions
- Ordre de l'Amitié des Peuples[5].
- Ordre du Drapeau Rouge du Travail[5].
- Ordre de l'Insigne d'Honneur[5].